# Вильчинский, Роман
Вильчинский Роман (пол. Roman Wilczynski) (1807, Сандомирское воеводство (Королевство Польское), возможно, Кельце — 1846(?)) — польский художник-миниатюрист, акварелист, рисовальщик.
За портреты участников Польского восстания и за карикатурный портрет великого князя Константина Павловича в 1834 году был отдан в рекруты и сослан на Кавказ.

## Биография
В конце 1820-х годов работал в Кельце и, предположительно, в Краковe. В 1828 году в Кельце он создает известный гравированный портрет ректора Краковского Ягеллонского университета Себастьяна Гиртлера (Национальный музей в Кракове) и рисунок «Одежда состоятельного кельчанина».
В 1834 году за портреты участников Польского восстания 1830—1831 годов и за карикатурный портрет великого князя Константина Павловича был отдан в рекруты и сослан на Кавказ.
Наместник царства Польского Иван Паскевич-Эриванский в своём докладе Николаю I писал:
Портретный живописец, Роман Вильчински, делает портреты лиц, отличившихся во время польского мятежа 1831 года … он нарисовал три портрета убитого полковника Совиньского (участника польского восстания), нарисовал портрет великого князя Константина Павловича в карикатурном виде и оскорбительной надписью и потому, что Вильчински служил в рядах мятежников, следовательно, подлежит обращению в русские войска, я приказал отправить его на службу в отдельный Кавказский корпус.
В Тифлисе ссыльный поляк служил рядовым сначала в 1-м линейном Кавказском батальоне, с 1836 года в 16-м линейном Грузинском батальоне. В эти годы он сблизился с представителями передовой грузинской интеллигенции, нашёл дружественную поддержку в семье генерал-адъютанта барона Григория Владимировича Розена, родственника декабриста Андрея Розена. В сущности, он стал домашним художником своего корпусного командира: жил в доме Г. В. Розена, давал уроки живописи и рисования его дочерям, писал портреты семьи Розен: барона, двух старших дочерей Лидии (1817—1866) и Аделаиды (1819/1820—1860), бывших фрейлинами, зятя — полковника Александра Леоновича Дадиани. Помимо семьи Розен Вильчинский писал портреты офицеров, знакомых и даже известных грузинских деятелей: царевны Текле, Ясона Чавчавадзе, Ивана Адронникова, И. К. Багратиона-Мухранского.
Был близок к кругам М. Ю. Лермонтова и декабристов. В 1835 году в Пятигорске исполнил портрет Марии Ивановны Верзилиной, в доме которой произошла ссора Михаила Лермонтова с Николаем Мартыновым.
В 1837 году он был выслан в Вятку, за то, что хотел размножить и распространить среди широкой общественности портрет Александра Бестужева-Марлинского — декабриста, погибшего в 1837 году на Кавказе в сражении с горцами на мысе Адлер.
В Вятке в 1837 и 1842 годах он нарисовал два своих автопортрета. В июле 1846 года получил разрешение уехать на родину. Дальнейшая судьба художника неизвестна.

## Художественное наследие
Работы Романа Вильчинского хранятся в музеях России, Узбекистана и в ряде музеев европейских городов: серия из 45 портретов офицеров Нижегородского драгунского полка (ГМИИ имени А. С. Пушкина), два портрета Владимира Васильевича (1844) и Василия Семеновича Ростовщиковых (1845) (Литературно-художественный музей-усадьба «Приютино»), два автопортрета (кабинет миниатюр Национального музея Варшавы), портреты-миниатюры, написанные на пластинах из слоновой кости акварелью (Всероссийский музей А. С. Пушкина, музей ИРЛИ РАН, Государственный исторический музей, Государственный музей искусств Узбекистана).
- М. А. Верзилина, 1835
- Аделаида Розен (ГИМ он-лайн коллекции), 1836
- М. А. Розен, 1836
- Аделаида Розен, 1836